# Luděk Staněk
Luděk Staněk (* 28. března 1974 Praha) je český publicista, kritik, scenárista, moderátor a stand-up komik.

## Aktivity
Vyrůstal na Barrandově. Začínal jako hudební novinář, později byl reklamním textařem, šéfredaktorem několika lifestylových časopisů (Rolling Stone, Esquire aj.), psal také například do kulturních rubrik Hospodářských novin nebo časopisu Reflex. V roli moderátora vystupoval v Pressklubu Frekvence 1. Na Stream.cz psal a moderoval Pořad Luďka Staňka, kde si bral na paškál bizarní počiny českých televizí. Napsal scénář k seriálu Stylista, v pořadu Události Luďka Staňka na internetové televizi Mall.tv komentuje aktuální politické a společenské dění, je autorem pořadu Historie věcí a společně s Milošem Čermákem pravidelně vystupuje v podcastu Čermák & Staněk Comedy, ve kterém diskutují aktuální témata. Je fanouškem a komentátorem pokeru a fotbalového Arsenalu FC.
Kromě stand-up show Čermák & Staněk Comedy se také objevil ve stand-up show Undeground Comedy a Comedy Club. Na Stream.cz měl pořad Rozhovory Luďka Staňka a namluvil společně s Romanem Mrázikem prasata v seriálu Chrocht!. Kromě seriálu Chrocht! se objevil v epizodních rolích seriálů Stylista, Bez vědomí nebo Dáma a Král. Na MALL.TV moderoval pořady Souboj kutilů a Pan Problém a v době pandemie koronaviru moderoval talk show Luděk Staněk se baví.... Na IDNES.tv moderoval Pořad (O těch ostatních pořadech).
Lze ho vídat v divadelních představeních Partičky jako moderátora a účinkujícího a v satirické kvízové show Tomáše Plhoně Nesem vám noviny, kde pět komiků před živým publikem v pražském Rock Café probírá politiku a současné události.
V roce 2024 se zúčastnil první řady české verze televizní soutěžní hry Zrádci. Zde mu byla přidělena role jednoho ze tří zrádců a byl jako první z nich odhalen.

## Publikace
Luděk Staněk společně se spoluautory napsal knihy Pod tíhou historie a Přišel Bůh do kavárny v Karlíně.
- STANĚK, Luděk; PADEVĚT, Jiří. Pod tíhou historie. Praha: 2016. 152 s.[5]
- STANĚK, Luděk; ČERMÁK, Miloš. Přišel Bůh do kavárny v Karlíně : výběr toho nejlepšího z mimořádně úspěšných stand-up vystoupení. Praha: 2018. 232 s.[6]